# Odoardo Warren
Edward Warren, italianizzato in Odoardo Warren (... – Firenze, gennaio 1760), è stato un militare, ingegnere e cartografo irlandese al servizio dei Lorena nel Granducato di Toscana.

## Biografia
Di origini irlandesi, il padre Edward Warren (1666–1733) si era stabilito nel 1698 a Nancy al servizio dei duchi di Lorena e, naturalizzato nel 1701, vi aveva ricoperto la carica di direttore del battaglione d'artiglieria e delle fortificazioni. Il figlio servì nell'esercito lorenese, raggiungendo il grado di colonnello nel corpo degli ingegneri, e seguì Francesco Stefano in Toscana, dove si stabilì.
Il 26 aprile 1739 fu nominato dal granduca direttore generale dell'artiglieria e delle fortificazioni di Toscana, esercitando il controllo e la gestione dei porti di Livorno e Portoferraio, degli arsenali e delle fabbriche militari. Tra i principali compiti affidati a Warren ci fu quello di condurre un'estesa indagine per la mappatura di tutte le fortezze e delle città principali del granducato, impresa che lo tenne impegnato fino al 1749, quando venne terminata la Raccolta di Piante delle principali città e fortezze del Granducato di Toscana levate d'ordine di Sua Maestà Imperiale sotto la Direzione del S.re Odoardo Warren colonnello del Battaglione d'Artiglieria e Direttore Generale delle Fortificazioni di Toscana. L'opera, che si avvaleva della collaborazione di esperti ingegneri e cartografi quali Andrea Dolcini, Giuliano Anastagi, Gaetano Benvenuti e Niccola Lotti, si distingue per la ricchezza documentaria del censimento e la precisione planimetrica delle carte, circa sessanta, con la descrizione minuziosa di torri, fortezze e città toscane comprendente inquadramento geografico-territoriale e la suddivisione in categorie militari (prima classe, seconda classe, castelli e torri costiere).
Warren si occupò inoltre di aggiornare e correggere la carta Etruria Vetus et Nova (1724) di Teodoro Vercruys, di fare redigere i volumi Città e fortezze del Granducato e Città murate, ville granducali e fortezze di Toscana, e di guidare Andrea Dolcini nella realizzazione della Carta della Toscana divisa nei stati fiorentino, sanese, pisano e pietrasantese (1755).
Tra il 1742 e il 1752 è documentata la sua attività in vari centri toscani per le attività di smantellamento di varie fortificazioni, come quelle di Sansepolcro, Cortona, Lusuolo, Barga, Montepulciano, Prato, Radicofani, Pitigliano e Sorano. Nel 1743 il Consiglio di reggenza della Toscana lo inviò a Livorno, con il compito di riorganizzare e potenziare la piazzaforte militare, dove rimase fino al 1745; dal 1753 al 1756 svolse le stesse funzioni nella piazzaforte di Portoferraio.
Nel 1748 organizzò il completo riordinamento del battaglione d'artiglieria. Morì a Firenze tra il 4 e il 15 gennaio 1760 e gli successe alla guida del battaglione Giuseppe De Baillou.